# Abaeus
Abaeus (în greacă: Ἀβαῖος) este un epitet toponimic atribuit zeului grec Apollo și care provenea de la orașul Abae din Focida unde divinitatea avea un templu și un oracol.